# Kenneth Lofton
Kenneth Wayne Lofton Jr. (Port Arthur, 14 agosto 2002) è un cestista statunitense.

## Carriera

### Nazionale
Con la nazionale Under-19 statunitense ha vinto i Mondiali di categoria del 2021, in cui è stato il miglior marcatore nella manifestazione per la sua squadra.

## Statistiche

### NCAA
| Anno      | Squadra       | PG | PT | MP   | TC%  | 3P%  | TL%  | RP   | AP  | PRP | SP  | PP   |
| --------- | ------------- | -- | -- | ---- | ---- | ---- | ---- | ---- | --- | --- | --- | ---- |
| 2020-2021 | L.T. Bulldogs | 32 | 28 | 22,8 | 56,7 | -    | 59,6 | 7,5  | 1,5 | 1,0 | 0,7 | 12,2 |
| 2021-2022 | L.T. Bulldogs | 33 | 33 | 27,0 | 53,9 | 20,0 | 67,2 | 10,5 | 2,8 | 1,2 | 0,7 | 16,5 |
| Carriera  | Carriera      | 65 | 61 | 24,9 | 55,0 | 20,0 | 63,7 | 9,0  | 2,1 | 1,1 | 0,7 | 14,3 |

#### Massimi in carriera
- Massimo di punti: 36 vs North Carolina State (27 novembre 2021)[5]
- Massimo di rimbalzi: 18 vs Texas-El Paso (6 gennaio 2022)
- Massimo di assist: 7 vs Florida International (5 febbraio 2022)
- Massimo di palle rubate: 4 (3 volte)
- Massimo di stoppate: 4 vs Jarvis Christian (15 novembre 2021)
- Massimo di minuti giocati: 36 vs Western Kentucky (1º gennaio 2022)

### NBA

#### Regular Season
| Anno      | Squadra            | PG | PT | MP   | TC%  | 3P%  | TL%  | RP  | AP  | PRP | SP  | PP   |
| --------- | ------------------ | -- | -- | ---- | ---- | ---- | ---- | --- | --- | --- | --- | ---- |
| 2022-2023 | Memphis Grizzlies  | 24 | 1  | 7,3  | 52,7 | 35,3 | 59,3 | 2,1 | 0,8 | 0,2 | 0,1 | 5,0  |
| 2023-2024 | Memphis Grizzlies  | 15 | 0  | 6,6  | 37,8 | 30,0 | 53,3 | 1,0 | 0,9 | 0,2 | 0,2 | 2,6  |
| 2023-2024 | Philadelphia 76ers | 2  | 0  | 4,5  | 16,7 | 0,0  | -    | 1,5 | 0,0 | 0,0 | 0,0 | 1,0  |
| 2023-2024 | Utah Jazz          | 4  | 0  | 22,8 | 60,0 | 33,3 | 81,8 | 5,0 | 4,8 | 0,8 | 0,5 | 13,8 |
| Carriera  | Carriera           | 45 | 1  | 8,3  | 49,7 | 31,7 | 62,3 | 2,0 | 1,2 | 0,2 | 0,2 | 4,8  |

#### Playoffs
| Anno     | Squadra           | PG | PT | MP  | TC%  | 3P% | TL%  | RP  | AP  | PRP | SP  | PP  |
| -------- | ----------------- | -- | -- | --- | ---- | --- | ---- | --- | --- | --- | --- | --- |
| 2023     | Memphis Grizzlies | 4  | 0  | 3,0 | 37,5 | 0,0 | 50,0 | 0,8 | 0,3 | 0,0 | 0,0 | 1,8 |
| Carriera | Carriera          | 4  | 0  | 3,0 | 37,5 | 0,0 | 50,0 | 0,8 | 0,3 | 0,0 | 0,0 | 1,8 |

#### Massimi in carriera
- Massimo di punti: 42 vs Oklahoma City Thunder (9 aprile 2023)[6]
- Massimo di rimbalzi: 14 vs Oklahoma City Thunder (9 aprile 2023)
- Massimo di assist: 3 (3 volte)
- Massimo di palle rubate: 2 (2 volte)
- Massimo di stoppate: 1 (5 volte)
- Massimo di minuti giocati: 40 vs Oklahoma City Thunder (9 aprile 2023)

### NBA G-League
| Anno      | Squadra         | PG | PT | MP   | TC%  | 3P%  | TL%  | RP   | AP  | PRP | SP  | PP   |
| --------- | --------------- | -- | -- | ---- | ---- | ---- | ---- | ---- | --- | --- | --- | ---- |
| 2022-2023 | Memphis Hustle  | 30 | 28 | 29,4 | 54,1 | 29,0 | 67,7 | 10,1 | 3,6 | 1,2 | 0,8 | 22,4 |
| 2023-2024 | Memphis Hustle  | 2  | 2  | 34,7 | 50,0 | 16,7 | 85,7 | 11,5 | 2,0 | 0,5 | 2,5 | 24,0 |
| 2023-2024 | Del. Blue Coats | 11 | 11 | 29,8 | 54,8 | 30,8 | 75,8 | 8,9  | 4,0 | 0,9 | 2,0 | 26,4 |
| 2023-2024 | S.L.C. Stars    | 8  | 8  | 30,4 | 57,8 | 32,0 | 51,4 | 10,3 | 4,9 | 1,1 | 1,0 | 23,4 |
| Carriera  | Carriera        | 51 | 49 | 29,9 | 54,7 | 29,0 | 67,9 | 9,9  | 3,8 | 1,1 | 1,1 | 23,5 |

## Palmarès
- NBA G League Rookie of the Year Award (2023)